# Cape Crawford
Cape Crawford ist eine abgelegene Siedlung in der Roper Gulf Region des Northern Territory von Australien, im Wesentlichen ist es ein Rasthof für Durchreisende und weniger eine beständige Ortschaft. Es gibt kaum permanente Einwohner, da die meisten nur aus beruflichen Gründen in Cape Crawford verweilen. 
Cape Crawford ist vor allem ein wichtiger Vorposten der Zivilisation im Hinblick auf den inneraustralischen Fernverkehr. Dabei kommt dem dortigen Heartbreak-Hotel eine wichtige Rolle als Übernachtungsmöglichkeit für Durchreisende zu und fast alle Bewohner von Cape Crawford sind im Heartbreak-Hotel beschäftigt. 
Bei Cape Crawford kreuzen sich der Carpentaria Highway und der Tablelands Highway. Außerdem ist Cape Crawford die wichtigste Wasserstelle des nordöstlichen Northern Territory. 
Cape Crawford liegt in unmittelbarer Nähe zur „Lost City“, einer Felsformation und Tourismusattraktion. 
Cape Crawford liegt nicht an der Küste, sondern rund 120 Kilometer im Landesinneren. Die nächste Ortschaft ist das etwa 110 Kilometer nordöstlich gelegene Borroloola. Im Gegensatz zu Cape Crawford handelt es sich bei Borroloola um eine echte Ortschaft.
Cape Crawford wurde nach Lindsay Crawford benannt, der die Region in den 1880er Jahren durchquerte. Crawford bezeichnete die Gegend als Kap (engl.: Cape), weil sie am nördlichen Ende, also am „Kap“, der Abner Ranges liegt.